# Ancema damara
Ancema damara är en fjärilsart som beskrevs av Hans Fruhstorfer. Ancema damara ingår i släktet Ancema och familjen juvelvingar. Inga underarter finns listade i Catalogue of Life.